# Andreas Zanaschka
Andreas Zanaschka, auch Andreas I. Zanaschka, ist ein österreichischer Medailleur und Münzdesigner des 20. und 21. Jahrhunderts.

## Leben
Andreas Zanaschka war in den 1990er- und 2000er-Jahren für die Münze Österreich als Münzdesigner tätig und entwarf zahlreiche Gedenkmünzen in dieser Zeit.

## Werke (Auswahl)
- Bildseite der 50 Schilling 1000 Jahre Österreich (1996), Wiener Secession (1997)
- Bildseite der 100 Schilling Maximilian von Mexiko (1997)
- Je eine Seite der 100 Schilling Titan aus 2000 und 2001
- Je eine Seite der 500 Schilling Goldschmied (1998), Rosenburg (1999), Hochosterwitz (2000), Schattenburg (2001)[1]
- einige 10- und 20-Euro-Silbermünzen, z. B. Schloss Ambras (2002)